# Park Si-yeon
Park Si-yeon (박시연?, 朴是沿?, Bak Si-yeonLR, Pak SiyŏnMR; Busan, 29 marzo 1979) è un'attrice sudcoreana.

## Biografia
Laureata in giornalismo alla Long Island University, nel 2000 è arrivata terza al concorso di bellezza Miss Seul, e ha successivamente partecipato a Miss Corea con il suo vero nome, Park Mi-seon. È diventata nota al pubblico coreano inizialmente come ragazza di Eric Mun della boy band Shinhwa, che ha cominciato a frequentare nel 2004. La loro relazione ha offuscato i primi anni della sua carriera di attrice, iniziata nel 2005 nella serie televisiva My Girl. Successivamente si è fatta conoscere per aver interpretato donne che portavano gli uomini alla distruzione e alla sfortuna in Sarang (2007), Dalkomhan insaeng (2008), Dachimawa Lee (2008) e Namja i-yagi (2009), finché nel 2010 ha recitato nella sua prima commedia romantica, Coffee House.
Dopo aver partorito ed essere stata incriminata per uso di propofol nel 2013, Park è tornata alla televisione in Choego-ui gyeolhon (2014) nella parte di una donna che deve giostrarsi tra l'essere una madre single e la sua carriera di presentatrice televisiva. Nel 2015 ha debuttato a Hollywood in Last Knights di Kazuaki Kiriya.

### Vita privata
Il 19 novembre 2011 ha sposato Park Sang-hun, impiegato di una piccola azienda, al Seoul Hyatt Hotel. Hanno avuto due figlie, rispettivamente il 24 settembre 2013 e il 14 novembre 2015, prima di divorziare nel maggio 2016.
All'inizio del 2013, Park è stata tra le celebrità indagate e poi incriminate per uso illegale di propofol; la sua agenzia ha negato le accuse, affermando che aveva assunto il farmaco per motivi medici dopo essersi infortunata alla schiena durante le scene d'azione dei film Marine Boy e Dachimawa Lee. Al processo, il suo medico ha testimoniato che le serviva per curare una necrosi avascolare alla testa del femore. Nell'ottobre 2013, la Corte distrettuale centrale di Seul ha dichiarato Park colpevole di aver assunto propofol 400-500 volte in quattro anni e mezzo, ed è stata condannata a otto mesi di prigione, sospesi per due anni.

## Filmografia

### Cinema
- Gumiho gajok (구미호 가족?), regia di Lee Hyung-gon (2006)
- Ilpyeondansim yangdari (일편단심 양다리?), regia di Han Seung-rim (2007)
- Sarang (사랑?), regia di Kwak Kyung-taek (2007)
- Dachimawa Lee (다찌마와 리?), regia di Ryoo Seung-wan (2008)
- Marine Boy (마린보이?), regia di Yoon Jeong-seok (2009)
- Gantong-eul gidarineun namja (간통을 기다리는 남자?), regia di Kim Hyeong-jun (2012)
- Last Knights, regia di Kazuaki Kiriya (2015)

### Televisione
- Fèng qiú huáng (鳳求凰S) – serie TV (2004)
- Hàn xuè bǎomǎ (汗血宝马S) – serie TV (2004)
- Bǎo lián dēng (宝莲灯S) – serie TV (2004)
- My Girl (마이걸?) – serie TV (2005-2006)
- Dor-a-wa-yo Sun-aessi (돌아와요 순애씨?) – serie TV (2006)
- Yeon Gaesomun (연개소문?) – serie TV (2006)
- Hyena (하이에나?) – serie TV (2006)
- Kkotpineun bom-i omyeon (꽃피는 봄이 오면?) – serie TV (2007)
- On Air (온에어?) – serie TV, episodio 3 (2008)
- Dalkomhan insaeng (달콤한 인생?) – serie TV (2008)
- Namja i-yagi (남자이야기?) – serie TV (2009)
- Ppalgangsatang (빨강사탕?) – film TV (2010)
- Coffee House (커피하우스?) – serie TV (2010)
- Choego-ui sarang (최고의 사랑?) – serie TV, episodi 3-4 (2011)
- Sesang eodi-edo eobnneun chakhan namja (세상 어디에도 없는 착한 남자?) – serie TV (2012)
- Choego-ui gyeolhon (최고의 결혼?) – serie TV (2014)
- Fantastic (판타스틱?) – serie TV (2016)
- Kiss meonjeo halkka-yo? (키스 먼저 할까요??) – serie TV (2018)
- Hwa-yang-yeonhwa (화양연화?) – serie TV (2020)
- Sanhujori-won (산후조리원?) – serie TV, episodio 4 (2020)